# Снайперская винтовка укороченная
Сна́йперская винто́вка укоро́ченная (СВУ, ОЦ-03) — самозарядная снайперская винтовка компоновки булл-пап, разработанная ЦКИБ СОО на основе СВД.

## История
Разработка предназначенной для воздушно-десантных войск СССР укороченной снайперской винтовки на базе СВД началась в ЦКИБ СОО в 1977 году. В 1979 году демонстрационные образцы винтовки СВУ конструктора Л. В. Бондарева были предложены частям ВДВ, однако до их производства дело тогда не дошло. В 1991 году было начато серийное производство СВУ, первые серийные винтовки поступили на вооружение 106-й гвардейской воздушно-десантной дивизии (где они прошли войсковые испытания). 
В начале 1990-х винтовку предложили Министерству внутренних дел России в качестве снайперского оружия для городских условий. МВД приняло СВУ на вооружение, а также потребовало разработать вариант с возможностью стрельбы очередями. Бондаревым в 1991 году был создан автомат под индексом ОЦ-03АС — снайперская винтовка укороченная, автоматическая, с сошками.
По результатам эксплуатации винтовок СВУ в ходе войны в Чечне в 2001 году была разработана винтовка СВУ-АС.

## Описание
По кучности стрельбы на малые и средние дальности СВУ примерно аналогична СВД. Возможность стрельбы очередями в СВУ-А и СВУ-АС предусмотрена только для экстренных случаев (например, в ближнем бою, создающем реальную угрозу жизни снайпера), поскольку использование мощного патрона и небольшая масса винтовки приводят к значительной отдаче при стрельбе очередями, а небольшой магазин не позволяет вести длительную стрельбу.
Внутреннее устройство винтовки в целом аналогично СВД, за исключением решений, вытекающих из используемой компоновки, например, длинной тяги, соединяющей ударно-спусковой механизм и спусковой крючок. В СВУ используется модифицированный УСМ, позволяющий вести стрельбу как одиночными (при коротком нажатии на спусковой крючок), так и очередями (при нажатии до упора или при включении специального переводчика).
Ствол оснащён массивным маскирующим дульным устройством, разработанным конструктором Л. В. Бондарёвым. Глушитель обеспечивает снижение уровня звука выстрела на 10-12 % по сравнению с СВД, практически полностью устраняет дульное пламя и рассеивает звук выстрела таким образом, что определить точную позицию стрелка становится невозможным.
Фурнитура выполнена из полиамида.

## Сравнительные характеристики различных образцов винтовки Драгунова
| Типы:             | СВД                                                   | СВДС                                                   | СВУ                                                            | Тип 85   | СВДМ     | Охотничий карабин «Тигр-9» | СВДК                                  |
| Патрон            | 7,62×54R                                              | 7,62×54R                                               | 7,62×54R                                                       | 7,62×54R | 7,62×54R | 9,3×64 мм                  | 9,3×64 мм                             |
| Длина, мм         | 1220                                                  | 1135 (875 со сложенным прикладом)                      | 980                                                            | 1220     | 1155     | 1180                       | 1250                                  |
| Длина ствола, мм: | 620                                                   | 565                                                    | 520                                                            | N/A      | 565      | 565                        | 620                                   |
| Масса, кг:        | 4,5 (с оптическим прицелом и неснаряжённым магазином) | 4,68 (с оптическим прицелом и неснаряжённым магазином) | 5,6 (с оптическим прицелом ПОСП8х42 и неснаряжённым магазином) | 4,4      | 5,3      | 4                          | 6,5 (без оптического прицела и сошек) |

## Варианты
- СВУ (ОЦ-03) — базовый вариант.
- СВУ-А (ОЦ-03А) — вариант с возможностью стрельбы очередями[3].
- СВУ-АС (ОЦ-03АС) — вариант СВУ-А, отличающийся наличием складной двуногой сошки, крепящейся к ствольной коробке при помощи специального кронштейна. Благодаря шарниру они могут поворачиваться вбок на 90 градусов для упора в стену или дерево[4]. Телескопические сошки имеют 4 регулировки по высоте (максимальная — 320 мм)[7].

## На вооружении
- Беларусь — состоит на вооружении силовых структур РБ.[источник не указан 3172 дня]
- Россия — в начале 1990-х принята на вооружение МВД РФ и поступает на вооружение спецподразделений МВД РФ[15]. Также используется ФСБ[7].

Также ОЦ-03 предлагается на экспорт через «Рособоронэкспорт».

## В культуре
- В серии игр S.T.A.L.K.E.R. винтовка выведена под названием СВУмк2. Баллистика и внешний вид сохранены почти досконально, однако дальность и мощность выстрела немного завышены. В игре винтовка оснащена стандартным оптическим прицелом ПСО-1, но без складной двуногой сошки (эквивалентно модификации ОЦ-03А)[17].